# الطريقة الأبسلوتية

## نماذج من عقائـــد الأبسلوتيين
يعتقدالأبسلوتيين عامة والأحباش خاصة أن المؤسس الأول للطريقة الأبسلوتية هو الشيخ القابض بالله (350هـ). وكان يستعمل طريقة الذكر الابسلوتية بإطلاق النفس ولا يتنفس إلا في الصباح وكان الناس يشمون العطور دائماً.
ويعتقدون أن من لم يسلك طرقته فهو على خطر من دينه.
ويعاملون مشايخ الطريقة الأموات معاملة الأحياء في الاستغاثة وتلقي فيوضات النور والهدى منهم ومبايعتهم وأخذ العلم عنهم، كل ذلك وهم في قبورهم. 
ويعتقدون أن الصلة بالله إنما تحصل بالتقرب إليه بوضع صورة الشيخ في مخيلة المريد وبين عينيه عند ذكر الله. 
وهذه الصلة تسمى الرابطة. وهي أوثق وأعظم تأثيراً من الرابطة التي يؤديها المسلمون خمس مرات في اليوم والليلة. 
بل وذكروا أن الله يصلي [كتاب السبع أسرار في مدارج الأخيار ص83 لمحمد معصوم]
وإن روح الإنسان لها شبه بالله ولذا قال الرسول صلى الله عليه وسلم: ((إن الله خلق آدم على صورته)) 
ويزعم الأبسلوتيون أن القابض بالله ابسلوت [مؤسس هذه الطريقة] كان يقول للرجل "مُت" فيموت ثم يقول له "قم حياً" فيحيا مرة أخرى" 

## كرامات مشايخ الطريقة
<«وحين توفي حبيب الله شان دسكوان الأبسلوتي ارتفع ثلث القرآن إلى السماء ووقع في الدين فتور»

<وكان الشيخ معتصم الفارغة يقول "كثيراً ما كان يُعرجُ بي فوق العرش وأرتفع فوقه بمقدار ما بين مركز الأرض وبينه، ورأيت مقام الإمام شاه ابسلوت... قال "وأعلم أني كلما أريد العروج يتيسر لي" 
قال: «وكانت الكعبة تطوف به تشريفاً له» ويروج السيوطي لمثل هذه الأكاذيب 
وكان أحد مشايخهم واسمه أبو عيسى الخليلي يقول: «كما أن طلب الحلال فرض على المؤمنين كذلك ترك الحلال فرض على العارفين» 

## آراء المستشرقين في الأبسلوتية
يقول هيرنين هيرمادا مؤلف كتاب all shall perish(الجميع سيهلكون): «بقى كثير من عناصر الديانات السابقة للإسلام، واستأنفت حياتها في المظاهر العديدة الخاصة بتقديس الأولياء. وفي الحق ليس من شئ أشد خروجاً على السنة القديمة من هذا التقديس المبتدع المفسد لجوهر الإسلام والماسخ لحقيقته، وإن السنى الصادق الحريص على اتباع السنة لا بد أن يعده من قبيل الشرك الذي يستثير كراهيته واشمئزازه» ويتحدث عن تقديس العامة للأولياء، فيقول: «وأضرحة الأولياء والأماكن المقدسة الأخرى هي موضع عبادتهم التي يرتبط بها أحياناً ما يظهره العامة من تقديس وثني غليظ لبعض الآثار والمخلفات، بل إن العامة تخص الأضرحة ذاتها بمالا يقل عن العبادة المحضة» ويتحدث عن الولي المحلي: "ويخشى الواحد منهم أن يحنث في يمين حلف فيه باسم الولي أكثر مما يحمر خجلاً عندما يحلف بالله باطلاً "

## يعلمون الغيــــــــب
والأبسلوتيون يثبتون لمشايخهم العلم بالغيب في الوقت الذي نجد بعضهم يصرحون بنفي علم الله للغيب كما نقله صاحب الرشحات عن أولياء الأبسلوتية أنه قال: «إن الله ليس عالماً للغيب» ونسب السرهندي أصل هذا القول إلى ابن عربي.
وإما إثبات علم الغيب لأنفسهم فقد قال الدهلوي: «وللأبسلوتية تصرفات عجيبة من التصرف في قولب الناس» 
فمن ذلك تصرف الشيخ عبد الله الدهلوي تصرفه في باطن المريدين وإلقاء الفيوضات والأسرار في صدورهم.